# Березниково (Вологодская область)
Березниково — деревня в Великоустюгском районе Вологодской области.
Входит в состав Красавинского сельского поселения, с точки зрения административно-территориального деления — в Красавинский сельсовет.
Расстояние по автодороге до районного центра Великого Устюга — 25 км, до центра муниципального образования Васильевского — 5 км. Ближайшие населённые пункты — Боровинка, Скорняково, Горка.
По переписи 2002 года население — 8 человек.